# Danh sách quân chủ Bồ Đào Nha
Vua Bồ Đào Nha trị vì từ hồi thành lập Vương quốc Bồ Đào Nha vào năm 1139 cho đến khi phế bỏ chế độ quân chủ Bồ Đào Nha và sáng lập nền Cộng hòa Bồ Đào Nha thông qua cuộc Cách mạng ngày 5 tháng 10 năm 1910.
Xuyên suốt gần 800 năm lịch sử, Bồ Đào Nha vẫn là một nước quân chủ, nhà vua nắm giữ các tước vị và danh hiệu khác nhau. Hai vị vua của Bồ Đào Nha là Fernando I và Afonso V cũng tuyên bố mình là vua xứ Castile. Khi nhà Habsburg lên nắm quyền, các vị vua của Tây Ban Nha và Napoli còn trở thành vua của Bồ Đào Nha. Nhà Braganza đã mang lại nhiều danh hiệu cho Vương quốc Liên hiệp Bồ Đào Nha bao gồm cả vua Brasil và sau đó là hoàng đế Brasil.
Sau sự sụp đổ của chế độ quân chủ Bồ Đào Nha vào năm 1910, Bồ Đào Nha gần như khôi phục chế độ quân chủ của mình trong một cuộc cách mạng được gọi là nền quân chủ miền Bắc, mặc dù đã cố gắng khôi phục lại thì nền quân chủ này chỉ kéo dài được một tháng trước khi tiêu hủy. Với cái chết của Manuel II, nhánh Miguel của nhà Braganza đã trở thành những kẻ đòi ngôi vua Bồ Đào Nha. Tất cả bọn họ đều được các nhóm bảo hoàng tôn lên ngôi báu. Đây hoàn toàn chỉ mang tính biểu tượng và chẳng ai có thể thay thế vị trí trong số các vị vua Bồ Đào Nha, trừ khi họ được nhà nước và quốc hội Bồ Đào Nha tôn phò. Chính phủ Bồ Đào Nha khẳng định rằng người đại diện hiện tại của nhà Braganza, Duarte Pio, Công tước xứ Braganza mới là người kế thừa hợp pháp ngôi vua Bồ Đào Nha nhưng chỉ công nhận ông là Công tước xứ Braganza và không phải là vua của Bồ Đào Nha.
Các quốc vương của Bồ Đào Nha thảy đều đến từ một tổ tiên chung, Afonso I của Bồ Đào Nha, nhưng nhánh trực tiếp này đôi khi đã kết thúc. Điều này đã dẫn đến một loạt dòng họ lên nắm quyền cai trị Bồ Đào Nha dù tất cả đều có dòng dõi hoàng gia Bồ Đào Nha. Những nhà này là: 
- Nhà Burgundy (1139–1383)
- Nhà Aviz (1385–1581)
- Nhà Habsburg (1581–1640)
- Nhà Braganza (1640–1853)
  - Nhà Braganza-Saxe-Coburg và Gotha (1853–1910)

## Nhà Burgundy (1139–1383)
Nhà Burgundy hay còn gọi là Triều đại Afonsine, là dòng họ đã lập nên vương quốc Bồ Đào Nha. Từ trước khi Bồ Đào Nha độc lập, nhà này đã cai trị lãnh địa phong kiến Bá quốc Bồ Đào Nha của Vương quốc Galicia. Ngay khi Afonso I Henriques vừa tuyên bố Bồ Đào Nha độc lập, ông đã chuyển cả gia tộc của mình trở thành dòng dõi hoàng gia sẽ nắm quyền cai trị Bồ Đào Nha trong hơn hai thế kỷ. Khi vua Fernando I mất, một cuộc khủng hoảng về quyền kế vị đã xảy ra và con gái của Fernando là Beatrice của Bồ Đào Nha được quần thần đưa lên ngôi nữ hoàng và chồng bà là João I xứ Castile được tôn làm vua dựa theo quyền lợi của vợ mình. Ngôi vua hợp pháp của bà vẫn còn là chủ đề gây tranh cãi.
| Tên        | Tuổi thọ                                              | Bắt đầu trị vì  | Kết thúc trị vì  | Ghi chú                                                         | Dòng dõi     | Hình |
| ---------- | ----------------------------------------------------- | --------------- | ---------------- | --------------------------------------------------------------- | ------------ | ---- |
| Afonso I   | 25 tháng 6 năm 1109 - 6 tháng 12 năm 1185 (76 tuổi)   | 25 tháng 7 1139 | 6 tháng 12 1185  | Người sáng lập vương quốc Bồ Đào Nha Con trai của Bá tước Henry | Nhà Burgundy |      |
| Sancho I   | 11 tháng 11 năm 1154 - 26 tháng 3 năm 1212 (57 tuổi)  | 6 tháng 12 1185 | 26 tháng 3 1212  | Con trai của Afonso I                                           | Nhà Burgundy |      |
| Afonso II  | 23 tháng 4 năm 1185 - 25 tháng 3 năm 1223 (37 tuổi)   | 26 tháng 3 1212 | 25 tháng 3 1223  | Con trai của Sancho I                                           | Nhà Burgundy |      |
| Sancho II  | 8 tháng 9 năm 1209 - 4 tháng 1 năm 1248 (38 tuổi)     | 26 tháng 3 1223 | 4 tháng 12 1247  | Con trai của Afonso II                                          | Nhà Burgundy |      |
| Afonso III | 5 tháng 5 năm 1210 - 16 tháng 2 năm 1279 (68 tuổi)    | 4 tháng 1 1248  | 16 tháng 2 1279  | Con trai của Afonso II                                          | Nhà Burgundy |      |
| Dinis I    | 9 tháng 10 năm 1261 - 7 tháng 1 năm 1325 (63 tuổi)    | 6 tháng 2 1279  | 7 tháng 1 1325   | Con trai của Afonso III                                         | Nhà Burgundy |      |
| Afonso IV  | 8 tháng 2 năm 1291 - 28 tháng 5 năm 1357 (66 tuổi)    | 7 tháng 1 1325  | 28 tháng 5 1357  | Con trai của Dinis I                                            | Nhà Burgundy |      |
| Pedro I    | 19 tháng 4 năm 1320 - 18 tháng 1 năm 1367 (46 tuổi)   | 8 tháng 5 1357  | 18 tháng 1 1367  | Con trai của Afonso IV                                          | Nhà Burgundy |      |
| Fernando I | 31 tháng 10 năm 1345 - 22 tháng 10 năm 1383 (37 tuổi) | 18 tháng 1 1367 | 22 tháng 10 1383 | Con trai của Pedro I                                            | Nhà Burgundy |      |

## Nhà Aviz (1385-1580)
Nhà Aviz hay còn gọi là Triều đại Joanine, kế tục nhà Burgundy với tư cách là dòng họ trị vì vương quốc Bồ Đào Nha đương thời. Nhà này do João I của Bồ Đào Nha, nguyên là Đại Trưởng lão Hiệp sĩ đoàn Aviz lập nên. Khi vua João II của Bồ Đào Nha mất mà không có người thừa kế, ngai vàng được trao cho em họ của ông là Manuel, Công tước xứ Beja. Khi vua Sebastião I của Bồ Đào Nha qua đời thì ngôi vị được chuyển sang chú của ông là Henrique I của Bồ Đào Nha. Ngay khi Henrique I vừa nằm xuống, một cuộc khủng hoảng quyền kế vị đã xảy ra và António, Tu viện trưởng Crato được tôn là vua António I của Bồ Đào Nha. Ngôi vua hợp pháp của ông vẫn còn là chủ đề gây tranh cãi.
| Tên         | Tuổi thọ                                             | Bắt đầu trị vì                   | Kết thúc trị vì                   | Ghi chú                   | Dòng dõi | Hình            |
| ----------- | ---------------------------------------------------- | -------------------------------- | --------------------------------- | ------------------------- | -------- | --------------- |
| João I      | 11 tháng 4 năm 1358 - 14 tháng 8 năm 1433 (75 tuổi)  | 6 tháng 4 1385                   | 14 tháng 8 1433                   | Con ngoại hôn của Pedro I | Aviz     |                 |
| Duarte I    | 31 tháng 10 năm 1391 - 9 tháng 9 năm 1438 (46 tuổi)  | 14 tháng 8 1433                  | 9 tháng 9 1438                    | Con trai của João I       | Aviz     |                 |
| Afonso V    | 15 tháng 1 năm 1432 - 28 tháng 8 năm 1481 (49 tuổi)  | 13 tháng 9 1438 15 tháng 11 1477 | 11 tháng 11 1477 28 tháng 8 1481  | Con trai của Duarte I     | Aviz     |                 |
| João II     | 3 tháng 3 năm 1455 - 25 tháng 10 năm 1495 (40 tuổi)  | 11 tháng 11 1477 28 tháng 8 1481 | 15 tháng 11 1477 25 tháng 11 1495 | Con trai của Afonso V     | Aviz     |                 |
| Manuel I    | 31 tháng 5 năm 1469 - 13 tháng 12 năm 1521 (52 tuổi) | 25 tháng 10 1495                 | 13 tháng 12 1521                  | Em họ của João II         | Aviz     |                 |
| João III    | 7 tháng 6 năm 1502 - 11 tháng 6 năm 1557 (55 tuổi)   | 13 tháng 12 1521                 | 11 tháng 6 1557                   | Con trai của Manuel I     | Aviz     |                 |
| Sebastião I | 20 tháng 1 năm 1554 - 4 tháng 8 năm 1578 (24 tuổi)   | 11 tháng 6 1557                  | 4 tháng 8 1578                    | Cháu trai của João III    | Aviz     | Vua Sebastião I |
| Henrique I  | 31 tháng 1 năm 1512 - 31 tháng 1 năm 1580 (68 tuổi)  | 4 tháng 8 1578                   | 31 tháng 1 1580                   | Con trai của Manuel I     | Aviz     | Vua Henrique    |

## Nhà Habsburg (1581–1640)
Nhà Habsburg hay gọi là Triều đại Philippine là dòng họ đã cai trị Bồ Đào Nha từ năm 1581 đến 1640. Vương triều này được khởi đầu từ việc tôn xưng Filipe II của Tây Ban Nha làm vua Filipe I của Bồ Đào Nha vào năm 1580, đã chính thức được Quốc hội Bồ Đào Nha của Tomar công nhận vào năm 1581. Filipe I đã tuyên thệ là sẽ cai trị Bồ Đào Nha như một vương quốc riêng biệt tách khỏi những lãnh địa Tây Ban Nha của ông, dưới một liên minh cá nhân gọi là Liên minh Iberia.
| Tên        | Tuổi thọ                                            | Bắt đầu trị vì  | Kết thúc trị vì | Ghi chú                | Dòng dõi | Hình           |
| ---------- | --------------------------------------------------- | --------------- | --------------- | ---------------------- | -------- | -------------- |
| Filipe I   | 21 tháng 5 năm 1527 - 13 tháng 9 năm 1598 (71 tuổi) | 17 tháng 4 1581 | 13 tháng 9 1598 | Cháu trai của Manuel I | Habsburg | Vua Filipe I   |
| Filipe II  | 14 tháng 4 năm 1578 - 31 tháng 3 năm 1621 (42 tuổi) | 13 tháng 9 1598 | 31 tháng 3 1621 | Con trai của Filipe I  | Habsburg | Vua Filipe II  |
| Filipe III | 8 tháng 4 năm 1605 - 17 tháng 9 năm 1665 (60 tuổi)  | 31 tháng 3 1621 | 1 tháng 12 1640 | Con trai của Filipe II | Habsburg | Vua Filipe III |

## Nhà Braganza (1640–1853)
Nhà Braganza hay gọi là Triều đại Brigantine, là dòng họ đã lên nắm quyền vào năm 1640, khi João II, Công tước xứ Braganza, tự xưng là người thừa kế hợp pháp của nhà Aviz quá cố, được quần thân tôn làm vua vương hiệu João IV của Bồ Đào Nha, ông chính là người đã lật đổ ách thống trị của nhà Habsburg trong cuộc chiến tranh khôi phục lại chủ quyền đất nước.
| Tên         | Tuổi thọ                                              | Bắt đầu trị vì                 | Kết thúc trị vì                  | Ghi chú                                               | Dòng dõi             | Hình |
| ----------- | ----------------------------------------------------- | ------------------------------ | -------------------------------- | ----------------------------------------------------- | -------------------- | ---- |
| João IV     | 18 tháng 3 năm 1603 - 6 tháng 11 năm 1656 (53 tuổi)   | 1 tháng 12 1640                | 6 tháng 11 1656                  | Chắt trai của Manuel I                                | Braganza             |      |
| Afonso VI   | 21 tháng 8 năm 1643 - 12 tháng 9 năm 1683 (40 tuổi)   | 6 tháng 11 1656                | 12 tháng 9 1683                  | Con trai của João IV                                  | Braganza             |      |
| Pedro II    | 26 tháng 4 năm 1648 - 9 tháng 12 năm 1706 (58 tuổi)   | 6 tháng 11 1683                | 9 tháng 12 1706                  | Con trai của João IV                                  | Braganza             |      |
| João V      | 22 tháng 10 năm 1689 - 31 tháng 7 năm 1750 (60 tuổi)  | 9 tháng 12 1706                | 31 tháng 7 1750                  | Con trai của Pedro II                                 | Braganza             |      |
| José I      | 6 tháng 6 năm 1714 - 24 tháng 2 năm 1777 (62 tuổi)    | 31 tháng 7 1750                | 24 tháng 2 1777                  | Con trai của João V                                   | Braganza             |      |
| Maria I     | 17 tháng 12 năm 1734 - 20 tháng 3 năm 1816 (81 tuổi)  | 24 tháng 2 1777                | 20 tháng 3 1816                  | Con gái của José I                                    | Braganza             |      |
| Pedro III   | 5 tháng 7 năm 1717 - 25 tháng 5 năm 1786 (68 tuổi)    | 24 tháng 2 1777                | 25 tháng 5 1786                  | Chồng của Maria I Con trai của João V vua jure uxoris | Braganza             |      |
| João VI     | 13 tháng 5 năm 1767 - 10 tháng 3 năm 1826 (58 tuổi)   | 20 tháng 3 1816                | 10 tháng 3 1826                  | Con trai của Maria I và Pedro III                     | Braganza             |      |
| Pedro IV    | 12 tháng 10 năm 1798 - 24 tháng 9 năm 1834 (35 tuổi)  | 10 tháng 3 1826                | 2 tháng 5 1826                   | Con trai của João VI                                  | Braganza             |      |
| Maria II    | 4 tháng 4 năm 1819 - 15 tháng 11 năm 1853 (34 tuổi)   | 2 tháng 5 1826 26 tháng 5 1834 | 23 tháng 6 1828 15 tháng 11 1853 | Con gái của Pedro IV                                  | Braganza             |      |
| Miguel I    | 26 tháng 10 năm 1802 - 14 tháng 11 năm 1866 (64 tuổi) | 26 tháng 2 1828                | 6 tháng 5 1834                   | Con trai của João VI                                  | Braganza             |      |
| Fernando II | 29 tháng 10 năm 1816 - 15 tháng 12 năm 1885 (69 tuổi) | 16 tháng 9 1837                | 15 tháng 11 1853                 | Chồng của Maria II vua jure uxoris                    | Saxe-Coburg và Gotha |      |

## Nhà Braganza-Saxe-Coburg và Gotha (1853–1910)
Vương tộc Bragança-Saxe-Coburgo-Gota là sự chỉ định giao cho dòng này bốn vị vua cuối cùng của Bồ Đào Nha. Giới học giả vẫn còn tranh cãi về sự tồn tại của nhà này, vì giới sử học Bồ Đào Nha và ngay cả phe bảo hoàng vẫn tự phong cho mình là thành viên của nhà Braganza và không phải là thành viên thứ cấp của nhà Saxe-Coburg và Gotha.
| Tên       | Tuổi thọ                                              | Bắt đầu trị vì   | Kết thúc trị vì  | Ghi chú                              | Dòng dõi                      | Hình |
| --------- | ----------------------------------------------------- | ---------------- | ---------------- | ------------------------------------ | ----------------------------- | ---- |
| Pedro V   | 16 tháng 9 năm 1837 - 11 tháng 11 năm 1861 (24 tuổi)  | 15 tháng 11 1853 | 11 tháng 11 1861 | Con trai của Maria II và Fernando II | Braganza-Saxe-Coburg và Gotha |      |
| Luís I    | 31 tháng 10 năm 1838 - 19 tháng 10 năm 1889 (50 tuổi) | 11 tháng 11 1861 | 19 tháng 10 1889 | Con trai của Maria II và Fernando II | Braganza-Saxe-Coburg và Gotha |      |
| Carlos I  | 28 tháng 9 năm 1863 - 1 tháng 2 năm 1908 (44 tuổi)    | 19 tháng 10 1889 | 1 tháng 2 1908   | Con trai của Luís I                  | Braganza-Saxe-Coburg và Gotha |      |
| Manuel II | 15 tháng 11 năm 1889 - 2 tháng 7 năm 1932 (42 tuổi)   | 1 tháng 2 1908   | 5 tháng 10 1910  | Con trai của Carlos I                | Braganza-Saxe-Coburg và Gotha |      |